# ミッシング (2003年の映画)
『ミッシング』（原題：The Missing）は、2003年のアメリカ映画。ロン・ハワードがトーマス・イードソンの同名小説を映画化。

## ストーリー
1885年のニューメキシコ州。医者のマギーは娘のリリーとドットを恋人のブレイクの助けを得ながら平穏な日を過ごしていた。ある日、20年前に家族を捨てたマギーの父親サミュエルが帰って来た。
次の日、ブレイク、リリー、ドットがそれぞれ馬に乗り町へ出かけたが、なかなか戻らずドットの馬だけが帰ってきた。不安にかられ馬で捜しに出掛けたマギーは、森の中で白煙があがっているのを見て近づいたら、木に吊るされているブレイクの死体を発見する。側で見付けたドットに聞いたところ、アメリカ原住民とおぼしき者に襲われ、リリーは誘拐されたとのこと。マギーはサミュエルに協力を依頼し、犯人の行方を追い始めた。

## キャスト
※括弧内は日本語吹替
- サミュエル・ジョーンズ - トミー・リー・ジョーンズ（有川博）
- マギー・ギルクソン - ケイト・ブランシェット（深見梨加）
- リリー・ギルクソン - エヴァン・レイチェル・ウッド（片岡身江）
- ドット・ギルクソン - ジェナ・ボイド（矢島晶子）
- ブレイク・ボールドウィン - アーロン・エッカート（山野井仁）
- 騎兵隊中尉 - ヴァル・キルマー（古澤徹）
- ブルホ - エリック・シュウェイグ（辻親八）
- カイタ - ジェイ・タヴァレ（田原アルノ）

## 評価
レビュー・アグリゲーターのRotten Tomatoesでは173件のレビューで支持率は58%、平均点は6.10/10となった。Metacriticでは40件のレビューを基に加重平均値が55/100となった。